# Магомаев, Муслим Магометович
Мусли́м Магоме́тович (Магоме́т оглы́) Магома́ев (азерб. Müslüm Məhəmməd oğlu Maqomayev; 17 августа 1942, Баку, Азербайджанская ССР, СССР — 25 октября 2008, Москва, Россия) — советский, азербайджанский и российский эстрадный и оперный певец (баритон), композитор, киноактёр. Народный артист СССР (1973).
За время карьеры достиг популярности как в странах бывшего СССР, так и других странах Восточной Европы и Центральной Азии.

## Биография

### Детство и юность
Родился в Баку в театральной семье. Несмотря на многонациональную родословную, Муслим всегда считал себя азербайджанцем, а про гражданскую принадлежность говорил: «Азербайджан — мой отец, Россия — моя мать».
После гибели отца на фронте в апреле 1945 года его мать уехала в Вышний Волочёк, затем — в Мурманск, где работала в областном драматическом театре и снова вышла замуж. А Муслим рос в семье дяди, старшего брата отца Джамала Муслимовича Магомаева, заместителя Председателя Совета Министров Азербайджана. Учился в музыкальной школе при Бакинской консерватории (ныне средняя специальная музыкальная школа им. Бюльбюля) по классу фортепиано и композиции. Талантливого ученика приметил профессор консерватории, виолончелист Владимир Цезаревич Аншелевич, который стал давать ему уроки. Аншелевич не ставил голос, а показывал, как его филировать. Опыт, приобретённый на занятиях с профессором-виолончелистом, потом пришёлся кстати, когда Магомаев начал работать над партией Фигаро в «Севильском цирюльнике». Так как в школе не было вокального отделения, Муслим в 1956 году был принят в Бакинское музыкальное училище имени Асафа Зейналлы, учился у преподавателя Александра Милованова и его многолетнего концертмейстера Тамары Кретинген (окончил в 1959 году).
По признанию самого Магомаева, в школе он был исключён из пионеров и не вступал в комсомол.
Обучался вокалу у Шовкет Мамедовой, певицы и профессора Азербайджанской консерватории.

### Творческая деятельность
Первое его выступление состоялось в Баку, в Доме культуры бакинских моряков, куда пятнадцатилетний Муслим пошёл втайне от семьи. В семье были против его ранних выступлений из-за риска потерять голос. Однако он сам решил, что его голос уже сформировался и потеря ему не грозит.
В 1961 году дебютировал в профессиональном Ансамбле песни и пляски Закавказского военного округа. В 1962 году стал лауреатом VIII Всемирного фестиваля молодёжи и студентов в Хельсинки за исполнение песни «Бухенвальдский набат».

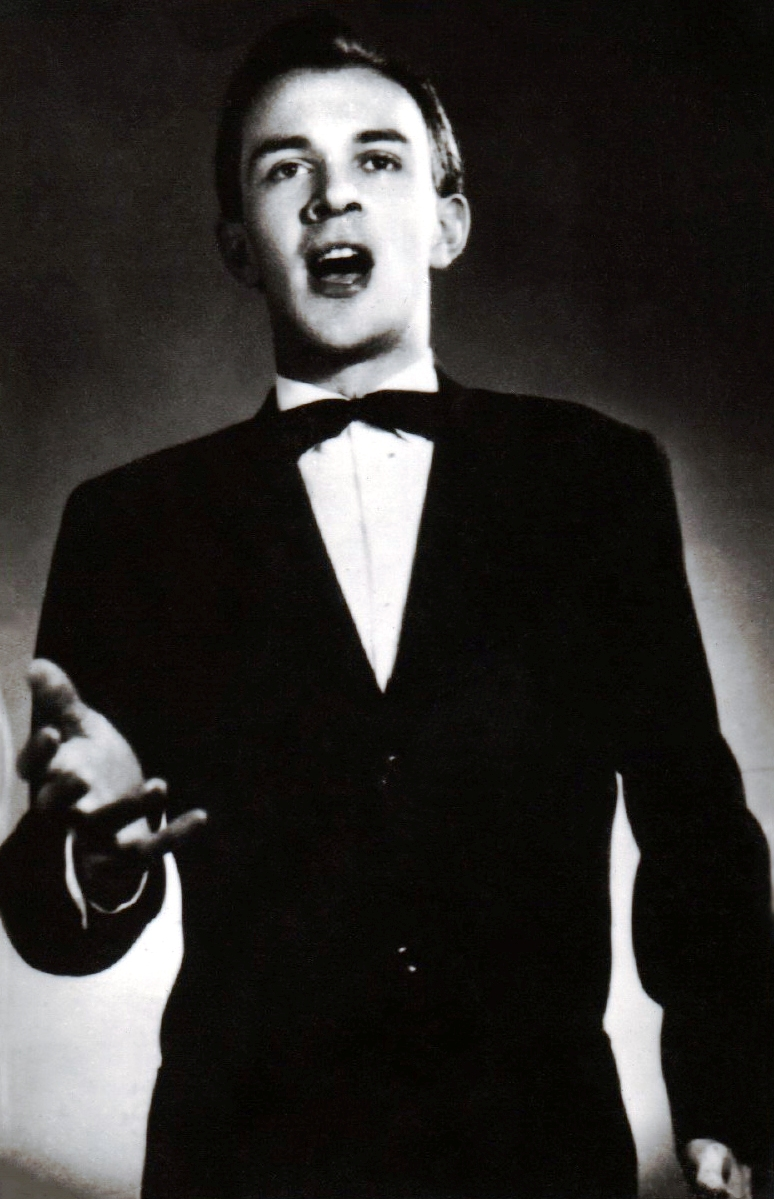
В 1960-х годах

Всесоюзная известность пришла после его выступления в Кремлёвском дворце съездов на заключительном концерте фестиваля азербайджанского искусства 26 марта 1963 года.
Его первый сольный концерт состоялся 10 ноября 1963 года в Концертном зале имени П. Чайковского.
В 1963 году стал солистом Азербайджанского театра оперы и балета имени Ахундова, продолжал выступать на концертной эстраде. В 1964—1965 годах стажировался в миланском театре «Ла Скала» (Италия).
В 1960-е годы выступал в крупнейших городах Советского Союза, в спектаклях «Тоска» Дж. Пуччини и «Севильский цирюльник» Дж. Россини (среди партнёров — Мария Биешу). Предложение перейти в труппу Большого театра не принял, не желая ограничивать себя рамками оперных спектаклей.
В 1966 году представлял СССР на 2-м Международном конкурсе эстрадной песни стран Интервидения «Золотой ключ» в Братиславе (Чехословакия).
В 1966 и 1969 годах с большим успехом прошли гастроли певца в театре «Олимпия» в Париже. Директор «Олимпии» Бруно Кокатрикс предложил ему контракт на год, обещая сделать из него звезду международного масштаба. Певец всерьёз рассматривал такую возможность, но отказало Министерство культуры СССР, мотивировав это тем, что он должен выступать на правительственных концертах.
В конце 1960-х годов, узнав, что Ростовская филармония испытывала финансовые трудности и у Ансамбля песни и пляски донских казаков не было приличных костюмов для намечавшихся гастролей в Москве, Магомаев согласился помочь, выступив в Ростове-на-Дону на переполненном местном стадионе, вмещавшем 45 тыс. человек. Планировалось, что он выступит только в одном отделении, однако он провёл на сцене более двух часов. За это выступление ему заплатили 606 рублей, вместо 202 рублей, которые тогда были положены по закону за выступление в одном отделении. Администраторы заверили его, что такая ставка вполне законна и одобрена Министерством культуры, однако это оказалось не так. Это выступление стало поводом для возбуждения уголовного дела по линии ОБХСС.
Когда об этом сообщили выступавшему в парижской «Олимпии» Магомаеву, то эмигрантские круги предложили ему остаться, однако он предпочёл вернуться в СССР, так как не представлял себе жизни вдали от Родины и понимал, что эмиграция может поставить в тяжёлое положение его родственников (в первую очередь — дядю) в СССР.
Хотя разбирательство и не выявило никакой его вины, и он расписался за полученные деньги в официальной ведомости, тем не менее Министерство культуры СССР запретило ему выступать с гастролями за пределами Азербайджана. Использовав свободное время, он сдал все экзамены и окончил Бакинскую консерваторию по классу пения Шовкет Мамедовой только в 1968 году. Опала певца закончилась после того, как председатель КГБ СССР Ю. В. Андропов лично позвонил Екатерине Фурцевой и потребовал обеспечить его выступление на концерте по случаю юбилея КГБ, заявив, что по линии КГБ у Магомаева всё чисто.
В 1969 году на Международном фестивале в Сопоте певец получил I премию, а в Каннах в 1969 и 1970 годах на Международном фестивале грамзаписи и музыкальных изданий (MIDEM) — «Золотой диск», за многомиллионные тиражи грампластинок.
В 1973 году принял участие в озвучке мультфильма «По следам бременских музыкантов», исполнив партии Трубадура, Сыщика и Атаманши, сменив Олега Анофриева, озвучившего первую часть мультфильма.
В 1974 году представлял СССР на престижном международном фестивале Tokyo Music Festival в Японии.
С 1975 по 1989 год был художественным руководителем созданного им Азербайджанского государственного эстрадно-симфонического оркестра, с которым много гастролировал по СССР.

Муслим Магомаев с офицерами ГСВГ. Тиргартен, Западный Берлин. 1983

В 1960-е и 1970-е годы популярность певца в СССР была безграничной: многотысячные стадионы, бесконечные гастроли по всему Советскому Союзу, частые выступления на телевидении. Пластинки с его песнями выходили огромными тиражами. Гастролировал за рубежом (Франция, Болгария, ГДР, Польша, Финляндия, Канада, Иран и др.).
Был ведущим «Песни-80» и «Песни-81».
В концертном репертуаре певца было более 600 произведений (арии, романсы, песни). Он автор более 20 песен, музыки к спектаклям, мюзиклам и кинофильмам. Также был автором и ведущим цикла телепередач о жизни и творчестве звёзд мировой оперной и эстрадной сцены, в том числе — американского певца Марио Ланца, написал книгу о нём.
В 1997 году в его честь именем (4980) Магомаев был назван один из астероидов, известный астрономам под кодом 1974 SP1.
Последние годы жизни прожил в Москве, отказываясь от концертных выступлений. Занимался живописью, вёл переписку с поклонниками через свой веб-сайт. По поводу прекращения выступлений говорил: «Каждому голосу, каждому таланту Бог определил определённое время, и перешагивать его не нужно», хотя с голосом проблем не было никогда. Много лет тесно дружил с Гейдаром Алиевым, смерть которого в 2003 году тяжело переживал, сильно замкнулся и стал ещё реже петь. Последние годы жизни страдал от болезни сердца, ещё с юности его беспокоили лёгкие, несмотря на это, по свидетельству Тамары Синявской, певец иногда выкуривал по три пачки сигарет в день.
Входил в руководство Всероссийского азербайджанского конгресса.
Избирался депутатом Верховного Совета Азербайджанской ССР.
Одной из последних его песен стала песня «Прощай, Баку» на стихи Сергея Есенина, записанная в марте 2007 года.

### Смерть и похороны

Памятник на могиле М. Магомаева в Баку

Скончался на 67-м году жизни в субботу 25 октября 2008 года в Москве от ишемической болезни сердца в присутствии своей супруги Тамары Синявской. Соболезнования по поводу кончины артиста высказали государственные деятели России, Азербайджана, Украины, Беларуси, многие деятели культуры и искусства, которые близко знали певца и работали вместе с ним[значимость факта?].
28 октября 2008 года в концертном зале имени П. Чайковского прошло прощание с певцом, в тот же день гроб с его телом доставили спецавиарейсом в столицу Азербайджана. 29 октября 2008 года церемония прощания прошла в Азербайджанской государственной филармонии имени М. Магомаева в Баку, после чего он был похоронен по мусульманским канонам на Аллее почётного захоронения рядом со своим дедом — советским композитором, дирижёром Муслимом Магометовичем Магомаевым. Проститься с Магомаевым пришли тысячи людей. Гроб с телом покойного вынесли под звуки написанной и исполненной им песни «Азербайджан». В траурной процессии принимали участие президент страны Ильхам Алиев, вдова певца Тамара Синявская и его дочь Марина, прилетевшая из США.

## Семья
Отец — Магомет Магомаев (1916—1945), театральный художник, участник войны, погиб в Германии за две недели до Победы. О происхождении отца Муслим Магомаев говорил, что мать его была татаркой (его бабушка Багдагуль-Джамал была родной сестрой Али и Ханафи Терегуловых).
Мать — Айшет Магомаева (сценический псевдоним — Кинжалова; 1921—2003), драматическая актриса, сталинская стипендиатка. О происхождении матери  писал, что она родилась в Майкопе, её отец по национальности был турком, а мать — наполовину адыгейкой, наполовину — русской. От второго брака матери у Магомаева были брат Юрий и сестра Татьяна.
Дед по отцу — Абдул-Муслим Магомаев родился в Грозном, азербайджанский композитор, один из основоположников азербайджанской классической музыки, его имя носит Азербайджанская государственная филармония.
Первая жена — Офелия Велиева (1960—1963 годы) (род. 1940), была однокурсницей по Бакинскому музыкальному училищу. Её отец, Шамсаддин Вели оглы Велиев — учёный-химик, работал в Академии наук Азербайджана. От брака с Офелией у Магомаева есть дочь — Марина (род. 1963). По словам Марины, её мама «наполовину азербайджанка, наполовину русская». Марина живёт в США, в Цинциннати, вместе с семьёй — мужем Аликом (Александром) Козловским, сыном близкого друга Магомаева поэта Геннадия Козловского, и сыном Алленом Максвеллом.
Осенью 1963 года в Москве Магомаев познакомился с музыкальным редактором эстрадной редакции Дома радио Людмилой (Милой) Каревой (род. 1944), роман с которой у певца длился около 10 лет. В январе 1964 года они вместе отправились на гастроли в Хабаровск, а тремя годами позднее министр внутренних дел СССР Николай Щёлоков для удобства совместного размещения в гостиницах выписал паре специальный документ, в котором указывалось, что они являются «фактическими супругами». С 1980-х и по состоянию на 2022 год Мила Карева живёт в Нью-Йорке, в квартире с видом на океан, приобретённой в том числе и на финансовую помощь певца, приняла участие в съёмках документального фильма Первого канала «Муслим Магомаев. Лучший голос Земли». Эти отношения нашли также отражение в художественном фильме «Магомаев».
Вторая жена — Тамара Синявская (род. 1943), оперная певица (меццо-сопрано), солистка Большого театра (1965—2002); народная артистка СССР (1982). Их роман начался в Баку осенью 1972 года, поженились 23 ноября 1974 года в Москве. Регистрацию брака двух оперных исполнителей организовал художник Таир Салахов.

## Оперные партии
- «Свадьба Фигаро» В. Моцарта — Фигаро[2]
- «Волшебная флейта» В. Моцарта
- «Риголетто» Дж. Верди
- «Севильский цирюльник» Дж. Россини
- «Отелло» Дж. Верди
- «Тоска» Дж. Пуччини — Скарпиа[2]
- «Паяцы» Р. Леонкавалло
- «Фауст» Ш. Гуно
- «Евгений Онегин» П. Чайковского (партия Онегина, в концертах и записях также пел басовую арию Гремина)
- «Князь Игорь» А. Бородина (партия князя Игоря, в концертах и записях также пел басовую арию хана Кончака)
- «Алеко» С. Рахманинова (басовая партия Алеко)
- «Кёроглы» У. Гаджибекова
- «Шах Исмаил» М. Магомаева
- «Вэтэн» К. Караева и Д. Гаджиева.

## Эстрадный репертуар
- «Азербайджан» (М. Магомаев — Н. Хазри)
- «Атомный век» (А. Островский — И. Кашежева)
- «Белла чао» (итальянская народная песня — русский текст А. Горохова) — звучит на итальянском и русском языках
- «Берегите друзей» (А. Экимян — стихи Р. Гамзатова в переводе Наума Гребнева)
- «Благодарю тебя» (А. Бабаджанян — Р. Рождественский)[37]
- «Будь со мной» (А. Бабаджанян — А. Горохов)
- «Бухенвальдский набат» (В. Мурадели — А. Соболев)[38]
- «Вечер на рейде» (В. Соловьёв-Седой — А. Чуркин)
- «Вечерний эскиз» (А. Пахмутова — Н. Добронравов)
- «Верни мне музыку» (А. Бабаджанян — А. Вознесенский)[39]
- «Возвращение романса» (О. Фельцман — И. Кохановский)
- «Восковая кукла» (С. Генсбур — русский текст Л. Дербенёва)
- «В путь» («Э-ге-гей-хали-гали») (Джианграно — Чиацци, исп. М. Магомаев и квартет «Аккорд», аудиозапись 1965 г.)
- «Время» (А. Островский — Л. Ошанин)
- «Герои спорта» (А. Пахмутова — Н. Добронравов)
- «Голос Земли» (А. Островский — Л. Ошанин)[40]
- «Голубая тайга» (А. Бабаджанян — Г. Регистан)[41]
- «Давным-давно» (Т. Хренников — А. Гладков)
- «Далеко-далеко» (Г. Носов — А. Чуркин)
- «Двенадцать месяцев надежды» (С. Алиева — И. Резник)
- «Девушку чайкой зовут» (А. Долуханян — М. Лисянский)
- «Долалай» (П. Бюль-Бюль оглы — Р. Гамзатов, пер. Я. Козловского)
- «Донбасский вальс» (А. Холминов — И. Кобзев) (в дуэте с Э. Андреевой)
- «Есть глаза у цветов» (О. Фельцман — Р. Гамзатов, пер. Наума Гребнева)
- «Загадай желание» (А. Бабаджанян — Р. Рождественский)
- «Звезда искусственного льда» (А. Ойт — Н. Добронравов)
- «Звезда рыбака» (А. Пахмутова — С. Гребенников, Н. Добронравов)
- «Зимняя любовь» (А. Бабаджанян — Р. Рождественский)
- «Кони-звери» (М. Блантер — И. Сельвинский)
- «Королева красоты» (А. Бабаджанян — А. Горохов)[42]
- «Королева» (Г. Подэльский — С. Есенин)
- «Кто отзовётся» (А. Пахмутова — Н. Добронравов)
- «Лунная серенада» (А. Зацепин — О. Гаджикасимов)
- «Лучший город земли» (А. Бабаджанян — Л. Дербенёв)[43]
- «Луч солнца золотого» (Геннадий Гладков — Юрий Энтин)
- «Любви негромкие слова» (В. Шаинский — Б. Дубровин)
- «Любимая женщина» (И. Крутой — Л. Фадеев)
- «Любимый город» (Н. Богословский — Е. Долматовский)
- «Малая земля» (А. Пахмутова — Н. Добронравов)
- «Маритана» (Г. Свиридов — Е. Аскинази)
- «Марш нефтяников Каспия» (К. Караев — М. Светлов)
- «Маскарад» (М. Магомаев — И. Шаферан)
- «Мелодия» (А. Пахмутова — Н. Добронравов)[44]
- «Мир дому твоему» (О. Фельцман — И. Кохановский)
- «Мне тебя не понять» (А. Пахмутова — Н. Добронравов)
- «Мой дом» (Ю. Якушев — А. Ольгин)
- «Мы для песни рождены» (М. Магомаев — Р. Рождественский)
- «Нам не жить друг без друга» (А. Пахмутова — Н. Добронравов)[45]
- «Надежда» (А. Пахмутова — Н. Добронравов)
- «Начало начал» (А. Островский — Л. Ошанин)
- «Наша судьба» (А. Пахмутова — Н. Добронравов)
- «Не спеши» (А. Бабаджанян — Е. Евтушенко)
- «Нет, так не бывает» (А. Островский — И. Кашежева)
- «Нет худа без добра» (Ю. Якушев — А. Домоховский)
- «Новый день» (А. Пахмутова — Н. Добронравов) — с Большим детским хором Гостелерадио п/у В. Попова
- «Ноктюрн» (А. Бабаджанян — Р. Рождественский)[46]
- «Огонь Прометея» (О. Фельцман — Н. Олев)
- «Огромное небо» (О. Фельцман — Р. Рождественский)
- «Однозвучно гремит колокольчик» (А. Гурилёв — И. Макаров) — дуэт с супругой Т. Синявской
- «Ожидание» (Гарольд Регистан)
- «Откуда столько грусти?» (И. Галицкий — М. Рябинин)
- «От села до села» (А. Быканов — А. Горохов) исп. М. Магомаев и Вокальный квартет «Аккорд»
- «Падает снег» (С. Адамо — Л. Дербенёв)
- «Передний край» (А. Пахмутова — Н. Добронравов)
- «Песенка Гениального сыщика» (Г. Гладков — Ю. Энтин)
- «Песенка Лепелетье» (Т. Хренников — А. Гладков)
- «Песенка Паганеля» (И. Дунаевский — В. Лебедев-Кумач)
- «Песне моей поверь» (П. Бюль-Бюль оглы — М. Щербаченко)
- «Песня о дружбе» (Т. Хренников — М. Матусовский)
- «Песня прощения» (А. Попп — Р. Рождественский)
- «Подмосковные вечера» (В. Соловьёв-Седой — М. Матусовский)
- «Позднее счастье» (Ю. Якушев — А. Домоховский)
- «Позови меня» (А. Бабаджанян — Р. Рождественский)
- «Пой, гитара» («От зари до зари, от темна до темна» из к/ф «Песни моря») (Темистокле Попа — Р. Рождественский)
- «Пойми меня» (Н. Богословский — И. Кохановский)
- «Пока я помню, я живу» (А. Бабаджанян — Р. Рождественский)
- «Потому, что ты любишь меня» (П. Бюль-Бюль оглы — Н. Добронравов)
- «Прекрасная, как молодость, страна» (А. Пахмутова — Н. Добронравов) — дуэт с супругой — Тамарой Ильиничной Синявской
- «Приснившаяся песенка» (М. Магомаев — Р. Рождественский)
- «Прощай, Баку!» (М. Магомаев — С. Есенин)
- «Прощай любовь» (А. Мажуков — О. Шахмалов)
- «Разве тот мужчина» (О. Фельцман — Р. Гамзатов, пер. Я. Козловского)
- «Раздумье» (П. Бюль-Бюль оглы — Н. Хазри)
- «Романс Лапина» (Т. Хренников — М. Матусовский)
- «С любовью к женщине» (О. Фельцман — Р. Гамзатов, пер. Я. Козловского)
- «Свадьба» (А. Бабаджанян — Р. Рождественский)
- «Сердце на снегу» (А. Бабаджанян — А. Дмоховский)[47]
- «Серенада Дон Кихота» (Д. Кабалевский — С. Богомазов)
- «Серенада Трубадура» / «Луч солнца золотого…» (Г. Гладков — Ю. Энтин)[48]
- «Синяя вечность» (М. Магомаев — Г. Козловский)
- «Скажи глазам твоим» (П. Бюль-Бюль оглы — Р. Рза, пер. М. Павловой)
- «Слушай, сердце» (А. Островский — И. Шаферан)
- «Солнце и ты» (А. Бабаджанян — А. Горохов)
- «Солнцем опьянённый» (А. Бабаджанян — А. Горохов)[49]
- «Стадион моей мечты» (А. Пахмутова — Н. Добронравов)
- «Сумерки зелёные» (А. Мажуков — Е. Митасов)
- «Сыновья Революции» (А. Пахмутова — Н. Добронравов)
- «Твои следы» (А. Бабаджанян — Е. Евтушенко) 1975 г.
- «Торжественная песня» (М. Магомаев — Р. Рождественский)
- «Ты ко мне не вернёшься» (А. Пахмутова — Н. Добронравов)
- «Ты приснишься мне» (А. Бабаджанян — Л. Дербенёв)
- «Улыбнись» (А. Бабаджанян — А. Вердян)
- «Цветные сны» (В. Шаинский — М. Танич)
- «Чёртово колесо» (А. Бабаджанян — Е. Евтушенко)[50]
- «Что взгрустнулось тебе» (М. Блантер — И. Сельвинский)
- «Что так сердце растревожено» (Т. Хренников — М. Матусовский)
- «Шаланды, полные кефали» (Н. Богословский — Н. Агатов)
- «Широка страна моя родная» (И. Дунаевский — В. Лебедев-Кумач)
- «Шло письмо» (В. Шаинский — С. Островой)
- «Элегия» (М. Магомаев — Н. Добронравов)
- «Я о Родине пою» (С. Туликов — Н. Доризо)
- «Я очень рад, ведь я наконец возвращаюсь домой» (А. Островский)

### Песни на музыку М. Магомаева
- «Азербайджан» (Н. Хазри)
- «Баллада о маленьком человеке» (Р. Рождественский)
- «Вечный огонь» (А. Дмоховский)
- «Грусть» (В. Авдеев)
- «Далёкая-близкая» (А. Горохов)
- «Дорога разлуки» (А. Дмоховский)
- «Если в мире есть любовь» (Р. Рождественский)
- «Если в мире есть любовь» (Р. Рождественский) с В. Толкуновой
- «Жизнь моя — моя Отчизна» (Р. Рождественский)
- «Жила-была» (Э. Пашнев)
- «Земля — родина любви» (Н. Добронравов)
- «Колокола рассвета» (Р. Рождественский)
- «Колыбельная падающих звёзд» (А. Дмоховский)
- «Маскарад» (И. Шаферан)
- «Мы для песни рождены» (Р. Рождественский)
- «Песня джигита» (А. Дмоховский)
- «Последний аккорд» (Г. Козловский)
- «Приснившаяся песенка» (Р. Рождественский)
- «Приходят рассветы» (Р. Рождественский)
- «Принцесса снежная» (Г. Козловский)
- «Прощай, Баку» (С. Есенин)
- «Рапсодия любви» (А. Горохов)
- «Ревнивый Кавказ» (А. Горохов)
- «Синяя вечность» (Г. Козловский)
- «Соловьиный час» (А. Горохов)
- «Старый мотив» (А. Дмоховский)
- «Торжественная песня» (Р. Рождественский)
- «Тревога рыбачки» (А. Горохов)
- «У того окна» (Р. Гамзатов)
- «Хиросима» (Р. Рождественский)
- «Шахерезада» (А. Горохов)
- «Элегия» (Н. Добронравов)

## Дискография

### Виниловые пластинки
Было издано более 45 пластинок с песнями Магомаева.
Информации о точных тиражах этих изданий нет.
- Поёт Муслим Магомаев, LP, Мелодия — MEL LP 0083, 2020 г.[52]

### CD
- Благодарю тебя, Мелодия, 1995
- Арии из опер, мюзиклов (Неаполитанские песни), Мелодия, 1996
- Любовь — моя песня (Страна грёз), 2001
- Воспоминания об А. Бабаджаняне и Р. Рождественском (Серия «Звёзды, которые не гаснут»), Park Records, 2002
- Муслим Магомаев (Избранное), Bomba Music, 2002
- Арии из опер, Park Records, 2002
- Песни Италии, Park Records, 2002
- Концерт в зале Чайковского, 1963 (Фонд Рашида Бейбутова, Азербайджан), 2002
- Великие исполнители России XX века (Муслим Магомаев), Moroz Records, 2002
- С любовью к женщине (4 CD), Park Records, 2003
- Спектакли, Мюзиклы, Кинофильмы, Park Records, 2003
- Рапсодия любви, Park Records, 2004
- Муслим Магомаев. Импровизации, Park Records, 2004
- Муслим Магомаев. Концерты, концерты, концерты., Park Records, 2005[53]
- Муслим Магомаев. Арии П. И. Чайковского и С. Рахманинова. Партия фортепиано — Борис Абрамович. Park Records, 2006[53]
- Муслим Магомаев. Песни на музыку Александры Пахмутовой, Бомба Мьюзик, 2007
- Поёт Муслим Магомаев, Мелодия Украина, 2008
- Муслим Магомаев. Избранное. (14 CD), Бомба Мьюзик, 2010
- Муслим Магомаев. Лучшее. (2 CD), Star Mark, 2010
- Муслим Магомаев. Арии из опер, Мелодия, 2015

## Фильмография

### Актёр
- 1963 — Осенний концерт (фильм-концерт)
- 1963 — Голубой огонёк-1963 (исполняет «Песню о любви»)
- 1963 — «До новых встреч, Муслим!» (музыкальный фильм)
- 1964 — Голубой огонёк-1964
- 1964 — «Когда песня не кончается» — певец (исполняет песню «Наша песня не кончается»)
- 1965 — В первый час (исполняет песни «Будь со мной» и «Солнцем опьянённый»)
- 1966 — Сказки русского леса (исполняет песни «Stasera pago io», а также «Песня птиц» с Л. Мондрус)
- 1967 — Я люблю тебя, жизнь!.. (короткометражный) — певец
- 1969 — Москва в нотах (исполняет песни «Вдоль по Питерской», «Чёртово колесо»)
- 1969 — Похищение — камео
- 1970 — Бушует «Маргарита» (исполняет песню «Возвращение романса»)
- 1970 — Ритмы Апшерона (фильм-концерт; исполняет песню «Вечный огонь»)
- 1971 — Концертная программа (фильм-концерт)
- 1971 — «Поёт Муслим Магомаев» (фильм-концерт)
- 1976 — Мелодия. Песни Александры Пахмутовой (короткометражный; исполняет песню «Мелодия»)
- 1977 — Композитор Муслим Магомаев (документальный) — камео[источник не указан 614 дней]
- 1979 — Баллада о спорте (документальный) — камео
- 1979 — Прерванная серенада — артист
- 1981 — Поющая земля — камео[источник не указан 614 дней]
- 1982 — Низами — Низами
- 1984 — Страницы жизни Александры Пахмутовой (документальный телефильм; исполняет песню «Ты ко мне никогда не вернёшься») — камео
- 1989 — Песня сердца (документальный) — камео[источник не указан 614 дней]

- 1996 — Рашид Бейбутов, 20 лет назад (документальный) — камео[источник не указан 614 дней]

### Композитор
- 1979 — Прерванная серенада
- 1984 — Легенда Серебряного озера
- 1986 — Водоворот («Загородная прогулка»)
- 1989 — Диверсия
- 1999 — Как прекрасен этот мир
- 2010 — Стамбульский рейс

### Вокал
- 1963 — Любит — не любит? (исполняет песню «Гюльнара»)
- 1968 — Белый рояль (исполняет песню «Лунная серенада», композитор Александр Зацепин, стихи Онегина Гаджикасимова)
- 1968 — Улыбнись соседу (исполняет песни «Лариса», «Любовный треугольник»)
- 1970 — Ну, погоди! (выпуск 2) — (исполнение песни «Чёртово колесо»)
- 1972 — Руслан и Людмила (Незримый голос во владеньях Черномора)
- 1973 — По следам бременских музыкантов (Трубадур, Атаманша, Сыщик)
- 1973 — Невероятные приключения итальянцев в России (исполняет песню Amore vieni, композитор Карло Рустикелли)
- 1979 — Прерванная серенада» (Микаил, Артист)
- 1981 — О спорт, ты — мир! (исполняет песню «Стадион моей мечты», композитор Александра Пахмутова, стихи Николая Добронравова)
- 1985 — Битва за Москву (песня «Передний край», композитор Александра Пахмутова, стихи Николая Добронравова)
- 1988 — Игла (использована песня «Улыбнись», композитор Арно Бабаджанян, стихи Андрея Вердяна)
- 1997 — Весёлая карусель» № 27. Подлёдный лов (исполняет песню «Вдоль по Питерской»; нет в титрах)
- 1999 — Улицы разбитых фонарей. Новые приключения ментов («Королева красоты», 7-я серия)
- 2000 — Два товарища

## Награды и звания

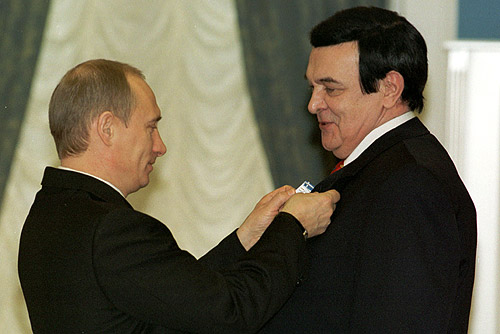
Президент России Владимир Путин вручает Муслиму Магомаеву орден Почёта. 26 декабря 2002

Государственные награды СССР и Российской Федерации
- заслуженный артист Азербайджанской ССР (1964);
- народный артист Азербайджанской ССР (29 апреля 1971) — за большие заслуги в развитии азербайджанского искусства[54];
- народный артист СССР (17 декабря 1973) — за большие достижения в развитии советского музыкального искусства[55];
- орден Трудового Красного Знамени (1971);
- орден Дружбы народов (14 ноября 1980) — за большую работу по подготовке и проведению Игр XXII Олимпиады[56];
- орден Почёта (17 августа 2002) — за большой вклад в развитие музыкального искусства[57].

Государственные награды Азербайджана и другие награды, премии, поощрения, общественное признание
- орден «Независимость» (Азербайджан, 17 августа 2002) — за большие заслуги в развитии азербайджанской культуры[58];
- орден «Слава» (Азербайджан, 17 августа 1997) — за выдающиеся заслуги в развитии азербайджанского музыкального искусства[59];
- орден «Сердце Данко» («Международный центр духовного единения» и «Совет общественных организаций Санкт-Петербурга и Москвы»), за выдающиеся достижения в деле развития российской культуры[источник не указан 619 дней];
- орден М. В. Ломоносова (Академия проблем безопасности, обороны и правопорядка, 2004)[источник не указан 619 дней];
- национальная премия имени Петра Великого (2005) — за выдающийся личный вклад в развитие культуры России[источник не указан 619 дней];
- российская национальная премия «Овация» в номинации «Легенда» (2008)[60];

## Память
Творчеству и памяти певца посвящены документальные фильмы и телепередачи
- «Муслим Магомаев. Страсти по королю» («Первый канал», 2006)[61]
- «Муслим Магомаев. „Сердце на снегу“» («Первый канал», 2012)[62][63]
- «Муслим Магомаев. От первого лица» («Первый канал», 2015)[64]
- «Последний день. Муслим Магомаев» («Звезда», 2016)[65]
- «Легенды музыки. Муслим Магомаев» («Звезда», 2017)[66]
- «Муслим Магомаев. Возвращение» («НТВ», 2017)[25]
- «Муслим Магомаев. Нет солнца без тебя» («Первый канал», 2017)[67][68]
- «Муслим Магомаев. Последний концерт» («ТВ Центр», 2020)[69]

Другое
- 22 октября 2009 года состоялось открытие памятника певцу на его могиле в Аллее почётного захоронения в Баку. Автор памятника — народный художник Азербайджана, ректор Азербайджанской государственной академии художеств Омар Эльдаров. Памятник выполнен во весь рост, а белый мрамор для него был доставлен в Баку с Урала[70].
- 25 октября 2009 года был открыт концертный зал «Crocus City Hall» имени Муслима Магомаева на территории Крокус Сити в Красногорске[71]. Концертный зал был уничтожен в результате теракта и последовавшего пожара 22 марта 2024 года. Музей Муслима Магомаева после пожара в Крокус Сити Холле уцелел вместе с его личными вещами[72].
- В 2010 году был основан Фонд культурно-музыкального наследия Муслима Магомаева[73][74].
- В октябре 2010 года в Москве прошёл первый Международный конкурс вокалистов имени Муслима Магомаева[75].
- 6 июля 2011 года в Баку на доме № 1 по улице Фикрета Амирова, где проживал певец, установлена мемориальная доска, а одна из школ Баку названа его именем[76]. Имя Магомаева носит также улица в Баку.
- Комиссия Мосгордумы по монументальному искусству приняла решение об установке памятника Муслиму Магомаеву в сквере по Леонтьевскому переулку, напротив здания посольства Азербайджана в Москве и дома, в котором жил певец. Памятник планировалось установить за счёт ЗАО «Крокус-Интернешнл» с последующей передачей в дар городу[77]. 3 февраля 2010 года в Москве состоялась торжественная церемония открытия закладного камня на месте будущего памятника[78][79]. Авторы памятника скульптор Александр Рукавишников и архитектор Игорь Воскресенский[80]. 15 сентября 2011 года московский памятник Муслиму Магомаеву был торжественно открыт[81].
- В Москве в честь певца переименован сквер, расположенный в центре города на Елисеевском переулке между Леонтьевским и Вознесенским переулками[82].
- В 2012 году Фондом культурно-музыкального наследия Муслима Магомаева учреждена именная стипендия для студентов государственных музыкальных вузов РФ[83][84].
- 15 августа 2012 года в Азербайджане выпущена марка, посвящённая 70-летию Муслима Магомаева[85].
- 18 декабря 2014 года в Баку состоялась церемония сдачи в эксплуатацию корабля, носящего имя певца. В церемонии приняли участие президент Азербайджана Ильхам Алиев, его супруга Мехрибан Алиева и супруга Муслима Магомаева, Тамара Синявская[86].
- 17 августа 2017 года в Вышнем Волочке Тверской области состоялось открытие мемориальной доски Муслима Магомаева на стене бывшей школы искусств, на углу Ванчаковой Линии и улицы Вагжанова, которая теперь носит имя певца[87].
- 21 декабря 2017 года в Азербайджане была выпущена марка, посвящённая 75-летию Муслима Магомаева[88].
- 18 июля 2018 года в Киеве по инициативе и при всесторонней поддержке посольства Азербайджанской Республики на Украине был открыт Сквер имени Муслима Магомаева и памятник по адресу: перекрёсток улицы Вячеслава Черновола и улицы Сечевых Стрельцов[89]. Автор памятника — скульптор Сейфаддин Гурбанов.
- В 2020 году Первый канал выпустил биографический сериал «Магомаев» (в заглавной роли Милош Бикович)[90].
- 12 марта 2020 года Президент Азербайджанской Республики Ильхам Алиев издал распоряжение о возведении в городе Баку памятника Муслиму Магомаеву. Согласно распоряжению, Исполнительной власти города Баку совместно с Министерством культуры Азербайджанской Республики поручено осуществить мероприятия по возведению памятника[91].
- 17 августа 2022 года в Приморском национальном парке состоялось открытие памятника[92].
- Самолёт Boeing 737-800 авиакомпании Аэрофлот носит имя Муслим Магомаев[93].
- 5 декабря 2022 года в городе Нариманов (Астраханская область) на Центральной площади состоялось открытие бюста Муслима Магомаева[94].
- 28 марта 2024 года, спустя неделю после трагедии в «Крокус Сити Холле», был выпущен кавер-альбом «Голос мой услышь», в который вошли песни, исполненные Муслимом Магомаевым в разные времена. Участие в создании альбома приняли артисты разных поколений: Баста, MONA, Три дня дождя, Navai, Владимир Пресняков, MACAN, SCIRENA, Ваня Дмитриенко, Полина Гагарина, Николай Расторгуев, Валерия, Стас Михайлов, Юля Паршута, Emin, Люся Чеботина, Mary Gu и другие[95].

Памятник Муслиму Магомаеву в сквере его имени в Киеве.
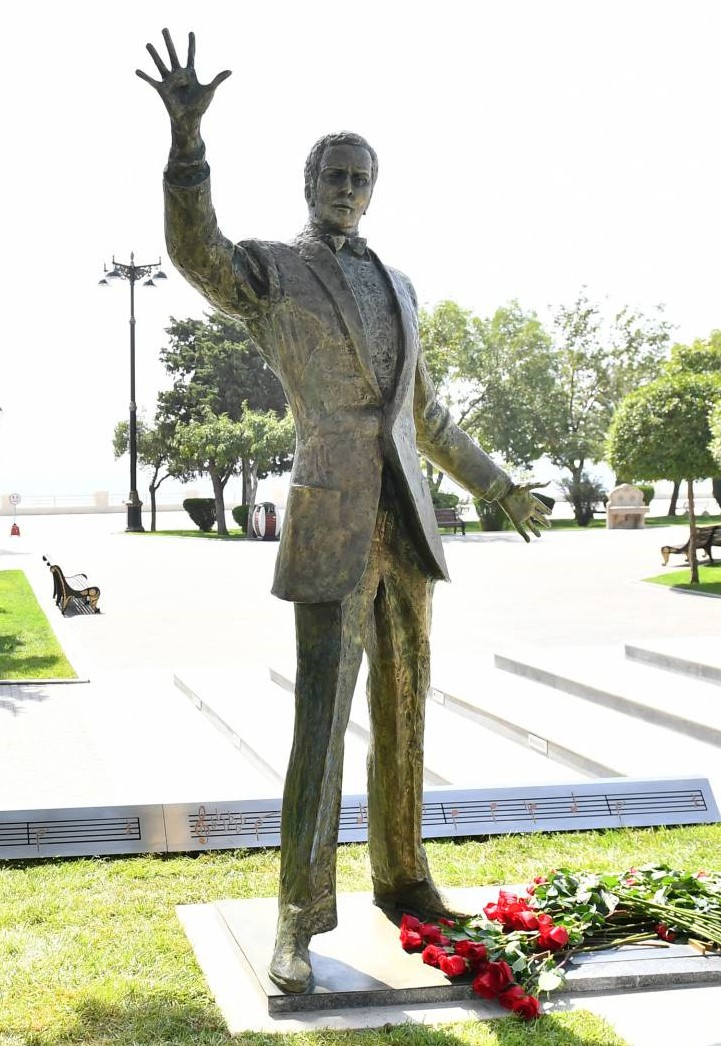
Памятник Муслиму Магомаеву в Баку
Памятник в сквере Муслима Магомаева в Москве
Мемориальная доска в Москве
Мемориальная доска в Баку
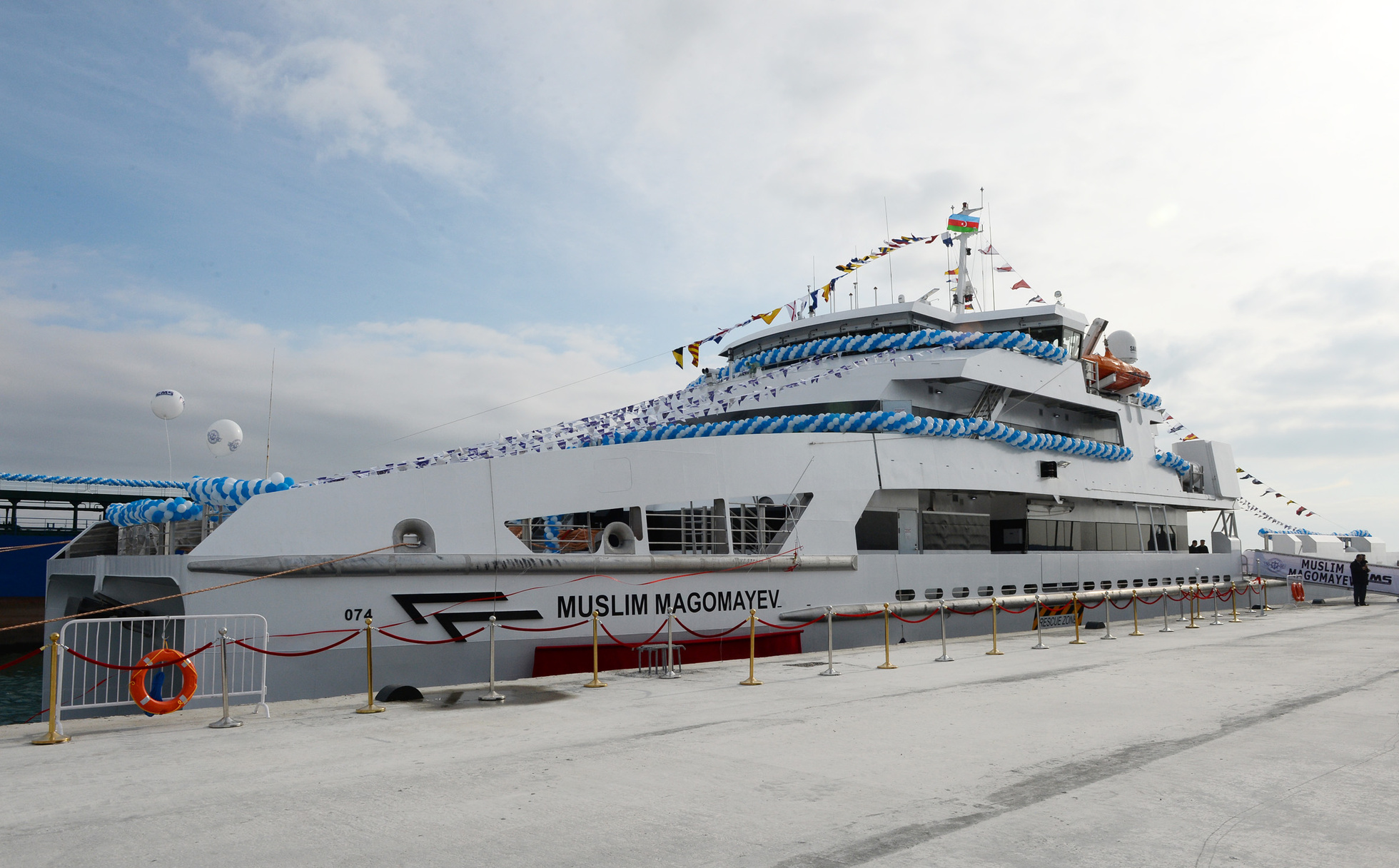
Корабль, носящий имя Муслима Магомаева
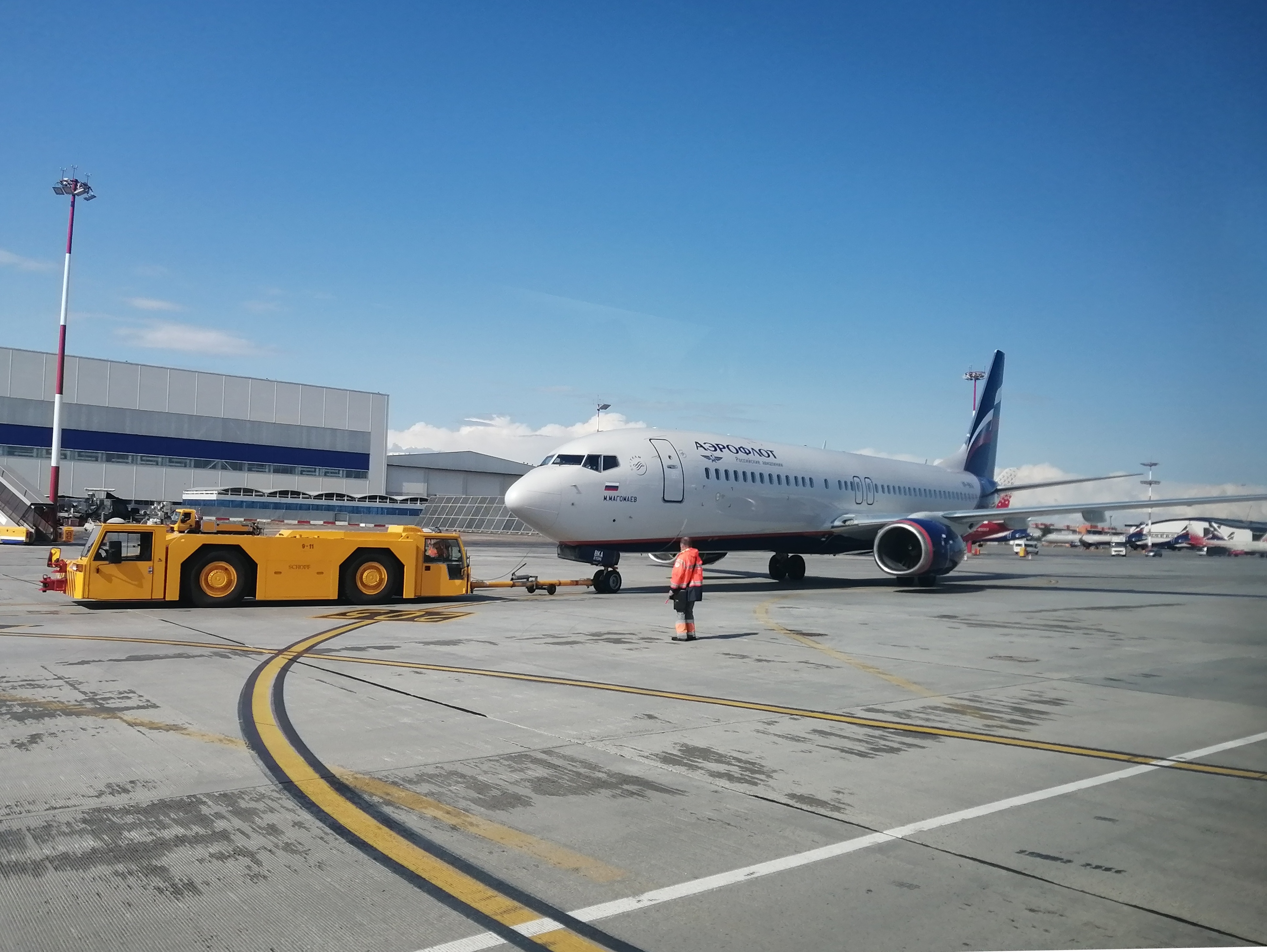
Самолёт авиакомпании Аэрофлот носит имя Муслим Магомаев

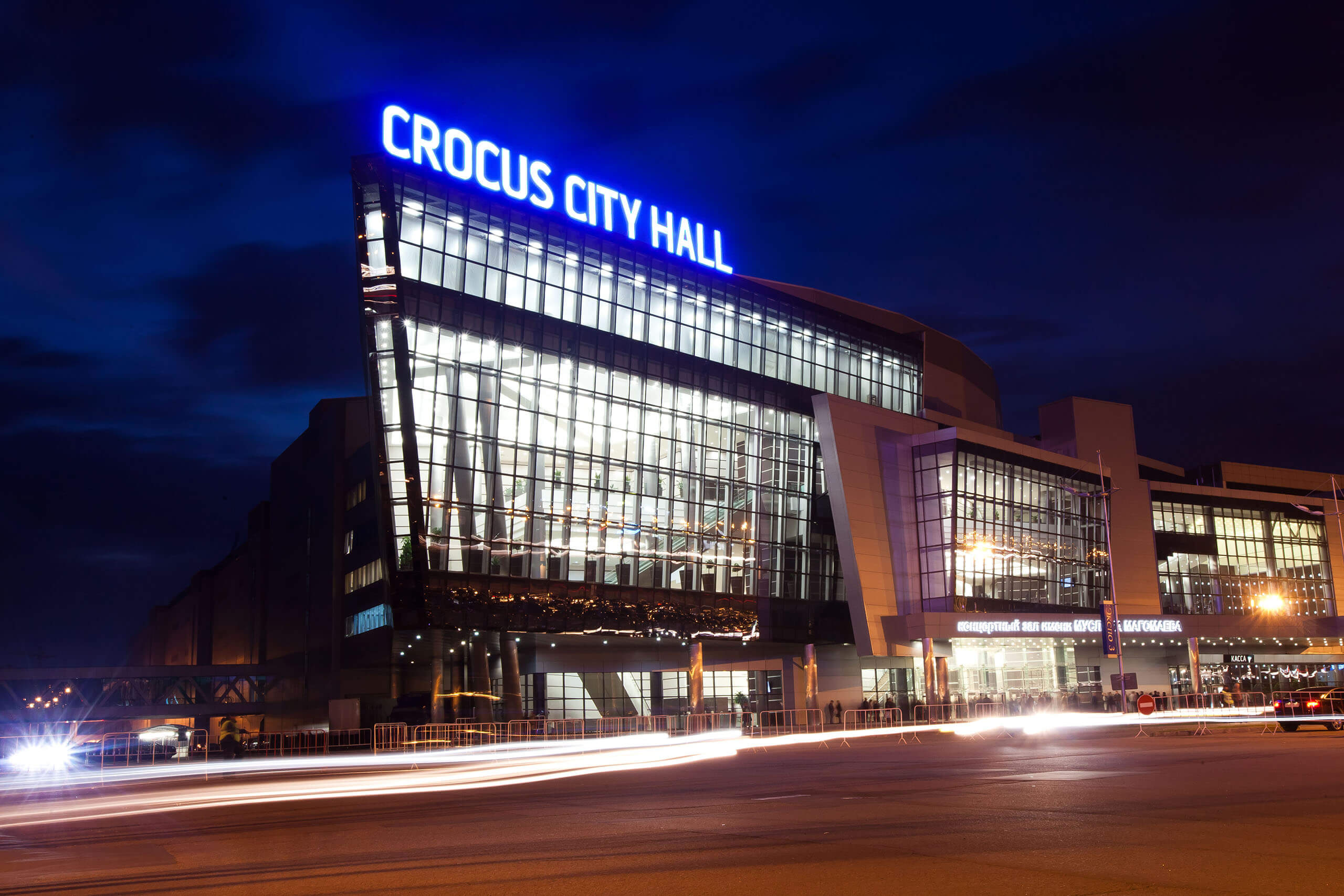
Концертный Зал «Crocus City Hall», названный в честь Муслима Магомаева
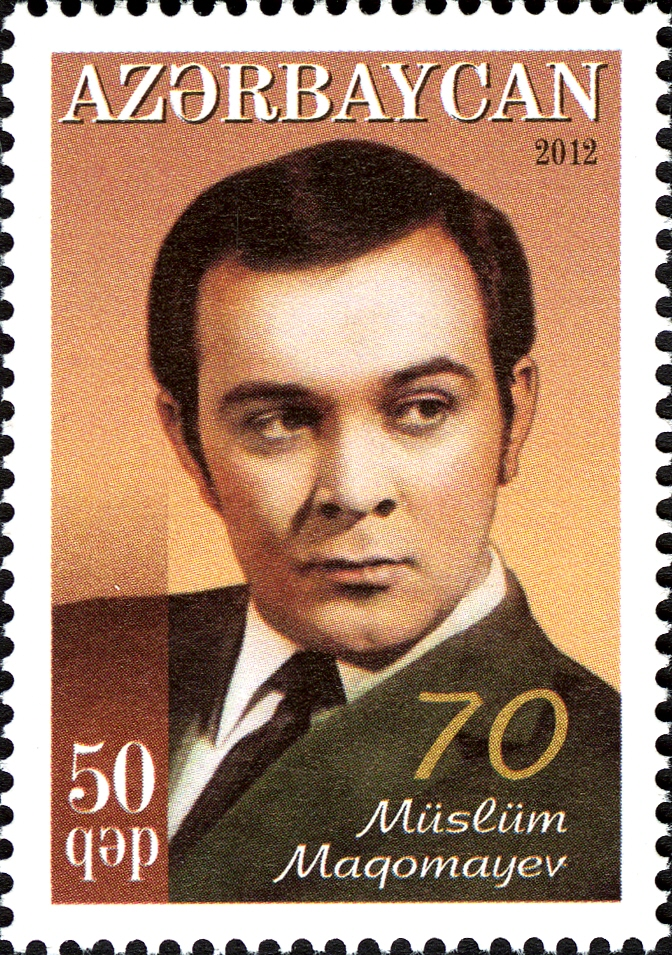
Почтовая марка Азербайджана, посвящённая 70-летию Муслима Магомаева, 2012 год
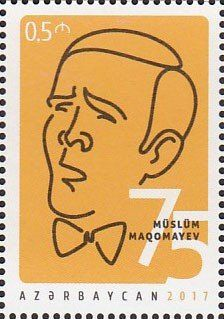
Почтовая марка Азербайджана, посвящённая 75-летию Муслима Магомаева, 2017 год
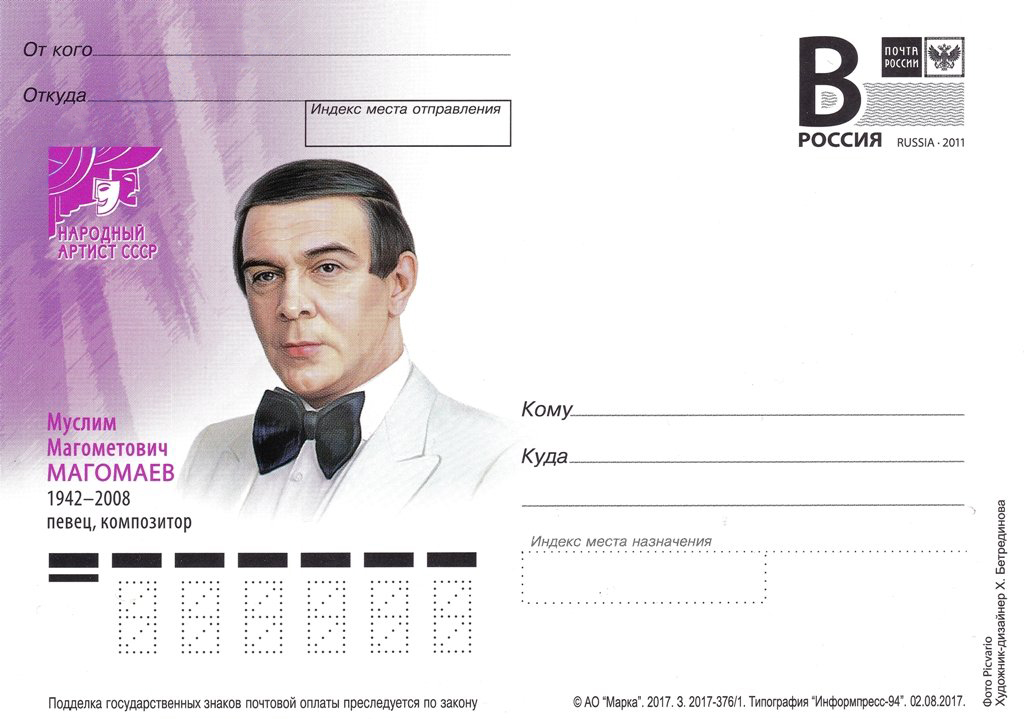
Почтовая карточка № 2017-376/1. Муслим Магометович Магомаев (1942—2008), певец, композитор